# Raduno di Pontida
Il raduno di Pontida è l'annuale raduno politico dei militanti della Lega Nord (dal 1990 al 2017) e della Lega per Salvini Premier (dal 2018).
La località in cui si tiene è Pontida, scelta per commemorare il giuramento di Pontida che, secondo la tradizione, si sarebbe tenuto il 7 aprile 1167 portando alla nascita la Lega Lombarda contro Federico Barbarossa.

## Storia
Il raduno è stato fondato da Umberto Bossi. La prima edizione si è svolta il 20 maggio 1990 nel comune bergamasco di Pontida; durante la festa intervengono i maggiori esponenti della Lega Nord. Sul "sacro suolo", come veniva definito dai leghisti un prato lungo la strada statale 342, veniva issata la bandiera della Padania e veniva suonato il Va, pensiero di Giuseppe Verdi, scelto quale inno della Padania.
Inoltre, durante il raduno di Pontida del 2008, si è svolto il giuramento di un rappresentante nazionale della Lega Nord (Valle d'Aosta, Piemonte, Liguria, Lombardia, Emilia, Romagna, Trentino, Alto Adige, Veneto, Friuli, Marche, Umbria, Toscana) nelle varie lingue e dialetti all'Abbazia di Pontida con le seguenti parole:

## Edizioni
| Data              | Edizione                                                          |
| ----------------- | ----------------------------------------------------------------- |
| 19 maggio 1990    | I raduno di Pontida                                               |
| 16 giugno 1991    | II raduno di Pontida                                              |
| 16 febbraio 1992  | III raduno di Pontida                                             |
| 10 maggio 1992    | IV raduno di Pontida                                              |
| 28 marzo 1993     | V raduno di Pontida                                               |
| 11 luglio 1993    | VI raduno di Pontida                                              |
| 26 settembre 1993 | VII raduno di Pontida                                             |
| 10 aprile 1994    | VIII raduno di Pontida                                            |
| 19 giugno 1994    | IX raduno di Pontida                                              |
| 9 luglio 1995     | X raduno di Pontida                                               |
| 26 novembre 1995  | XI raduno di Pontida                                              |
| 24 marzo 1996     | XII raduno di Pontida                                             |
| 2 giugno 1996     | XIII raduno di Pontida                                            |
| 29 giugno 1997    | XIV raduno di Pontida                                             |
| 31 maggio 1998    | XV raduno di Pontida                                              |
| 20 giugno 1999    | XVI raduno di Pontida                                             |
| 4 giugno 2000     | XVII raduno di Pontida                                            |
| 17 giugno 2001    | XVIII raduno di Pontida                                           |
| 23 giugno 2002    | XIX raduno di Pontida                                             |
| 4 maggio 2003     | XX raduno di Pontida                                              |
| 6 giugno 2004     | XXI raduno di Pontida (annullato)                                 |
| 19 giugno 2005    | XXI raduno di Pontida                                             |
| 3 giugno 2007     | XXII raduno di Pontida                                            |
| 1º giugno 2008    | XXIII raduno di Pontida                                           |
| 14 giugno 2009    | XXIV raduno di Pontida                                            |
| 20 giugno 2010    | XXV raduno di Pontida                                             |
| 19 giugno 2011    | XXVI raduno di Pontida (slogan: Verso la libertà)                 |
| 7 aprile 2013     | XXVII raduno di Pontida (slogan: Prima il Nord!)                  |
| 4 maggio 2014     | XXVIII raduno di Pontida (slogan: Un'altra Europa è possibile)    |
| 21 giugno 2015    | XXIX raduno di Pontida (slogan: Siamo qui per vincere)            |
| 18 settembre 2016 | XXX raduno di Pontida (slogan: Donne e Uomini liberi votano no)   |
| 17 settembre 2017 | XXXI raduno di Pontida (slogan: Referendum è libertà)             |
| 1º luglio 2018    | XXXII raduno di Pontida (slogan: Il Buonsenso al Governo)         |
| 15 settembre 2019 | XXXIII raduno di Pontida (slogan: La forza di essere liberi)      |
| 18 settembre 2022 | XXXIV raduno di Pontida (slogan: Credo nell'Italia e nella Lega)  |
| 17 settembre 2023 | XXXV raduno di Pontida (slogan: A difesa della libertà)           |
| 6 ottobre 2024    | XXXVI raduno di Pontida (slogan: Non è reato difendere i confini) |

## Galleria d'immagini

Umberto Bossi al primo raduno di Pontida del 1990
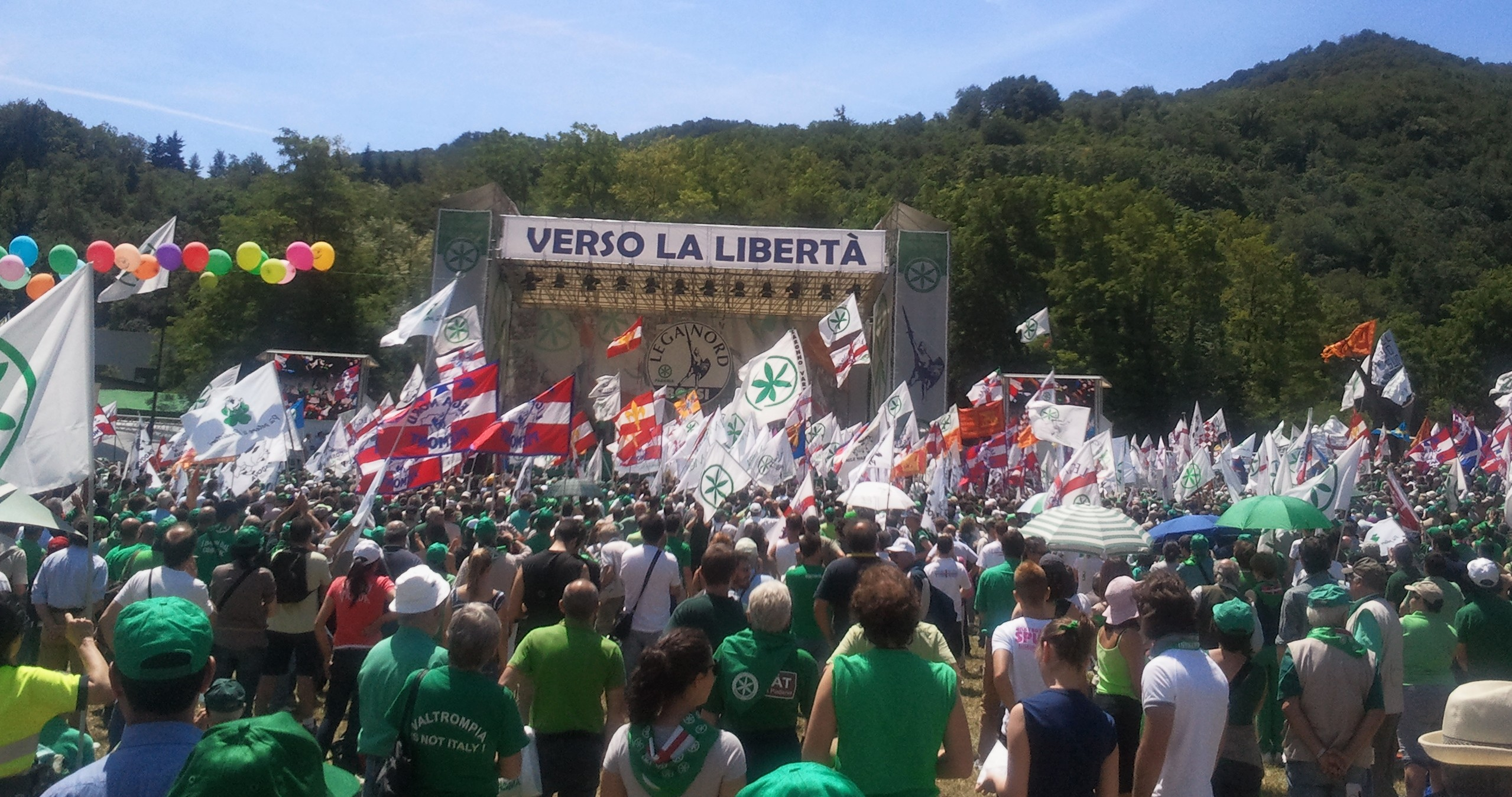
Pubblico leghista al raduno di Pontida nel giugno 2011
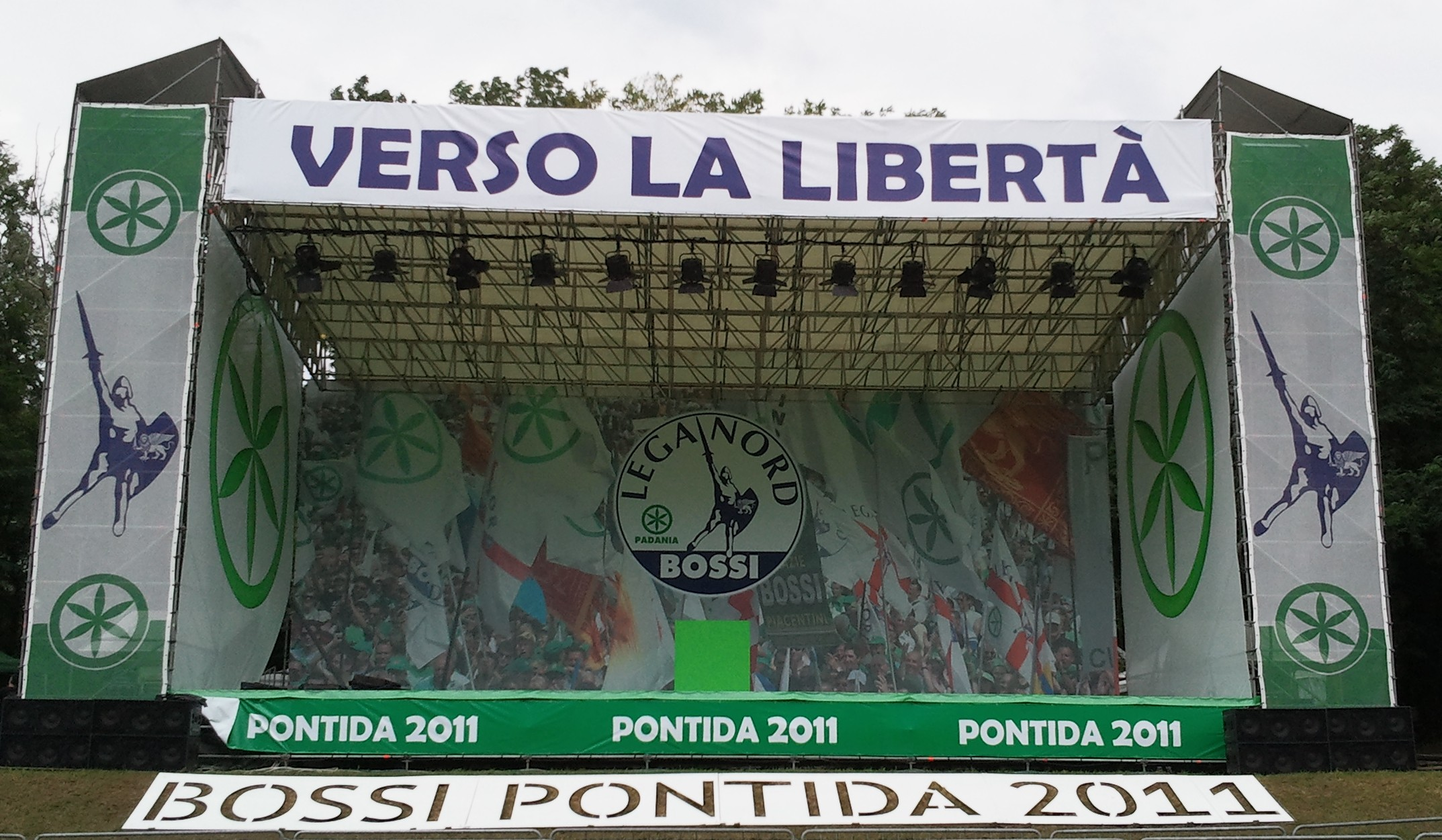
Palco dell'edizione 2011
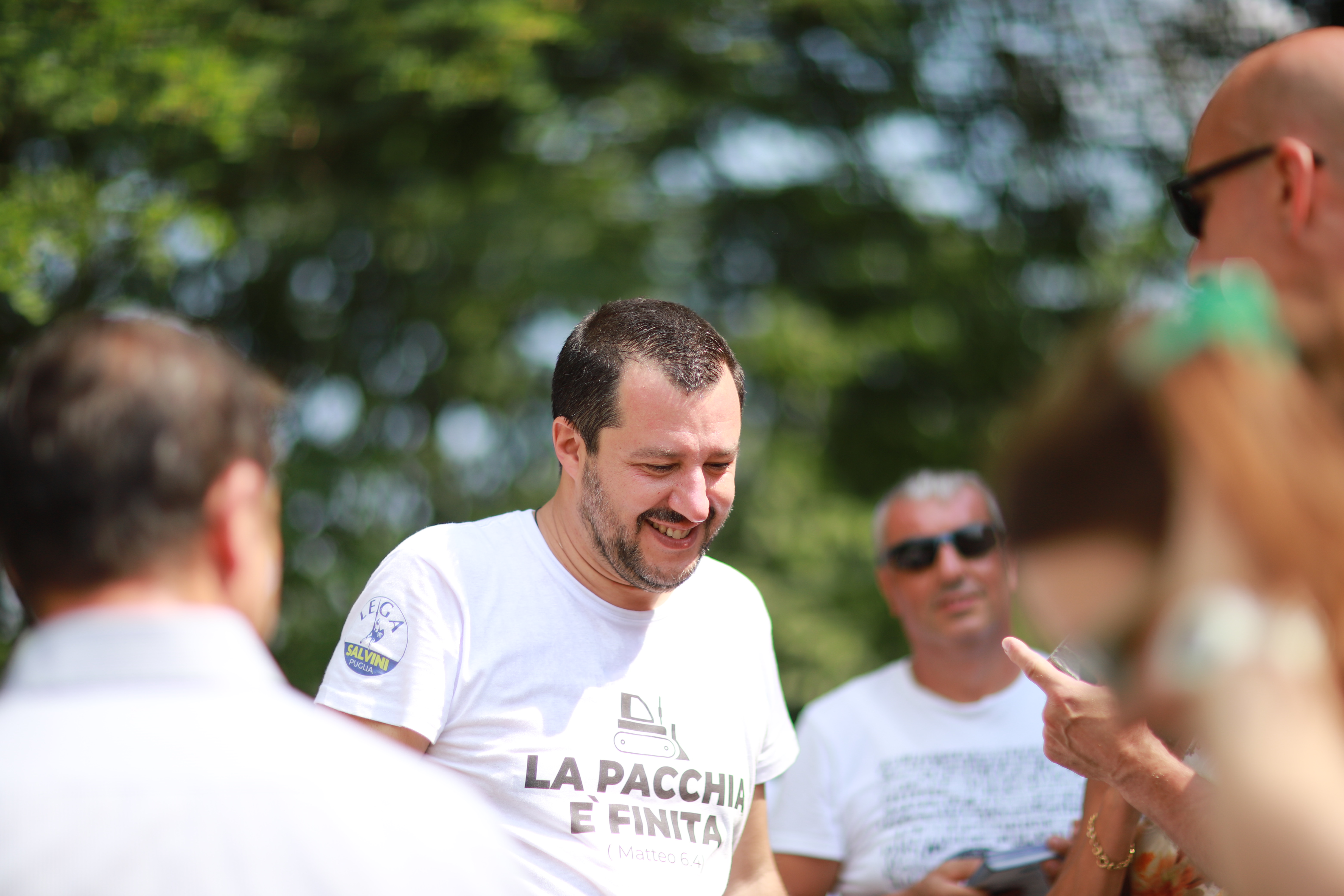
Matteo Salvini a Pontida nel 2018
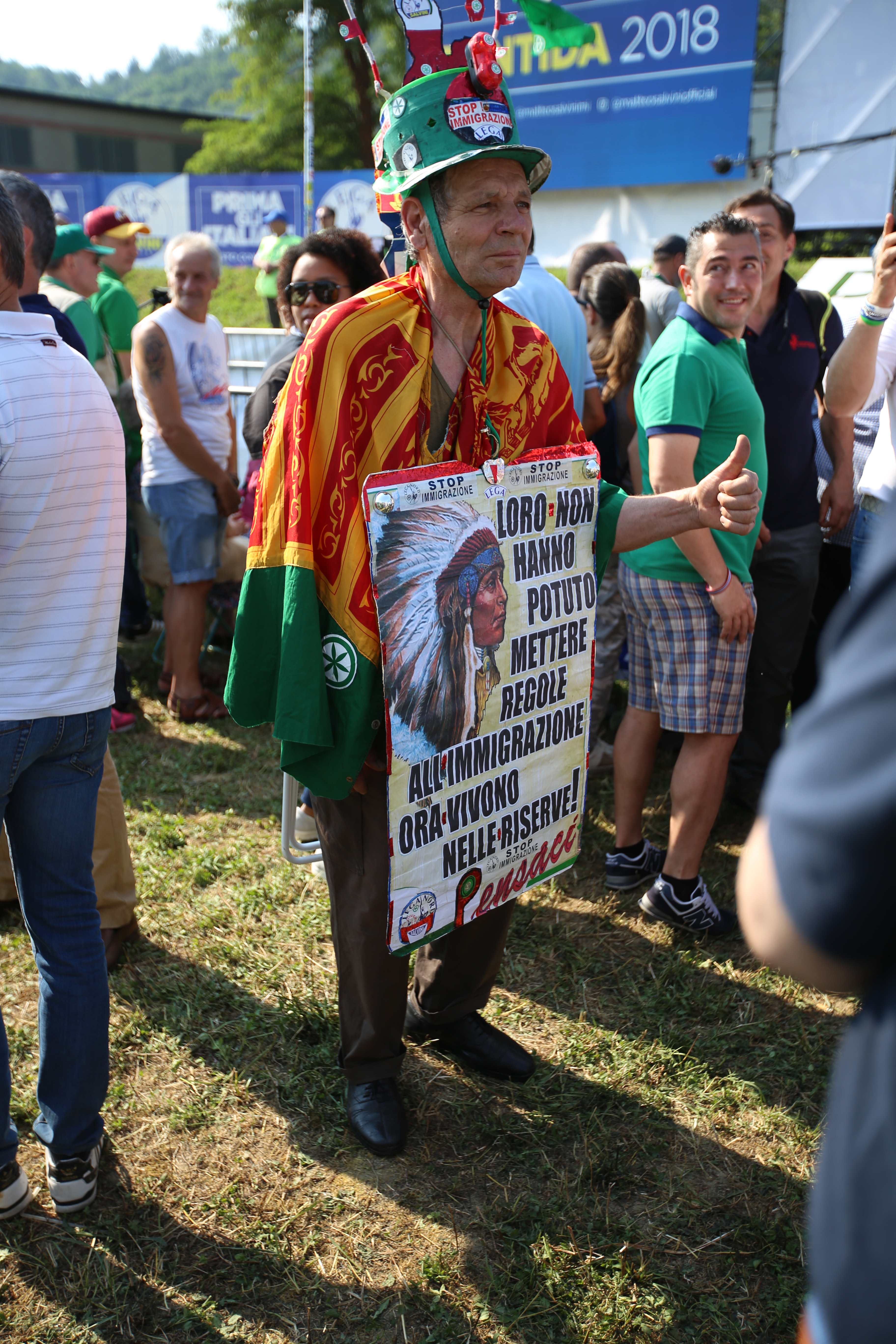
Manifestante leghista al raduno del 2018